# Disonycha barberi
Disonycha barberi är en skalbaggsart som beskrevs av Blake 1951. Disonycha barberi ingår i släktet Disonycha och familjen bladbaggar. Inga underarter finns listade i Catalogue of Life.